# Cubocephalus sternocerus
Cubocephalus sternocerus là một loài tò vò trong họ Ichneumonidae.